# المكتب (مسلسل أمريكي الموسم 1)
عرض الموسم الأول من الكوميديا التلفزيونية الأمريكية المكتب لأول مرة في الولايات المتحدة على قناة إن بي سي في 24 مارس 2005، واختتم في 26 أبريل 2005، ويتكون من ست حلقات. المكتب عبارة عن تعديل أمريكي للمسلسل التلفزيوني البريطاني الذي يحمل نفس الاسم، ويتم تقديمه بتنسيق هزلي، يصور الحياة اليومية لموظفي المكتب في فرع سكرانتون بولاية بنسلفانيا لشركة دندر ميفلين الخيالية. نجوم الموسم ستيف كاريل، راين ويلسون، جون كراسينسكي، جينا فيشر، وبي جيه نوفاك.
قدم هذا الموسم الشخصيات الرئيسية، وأسس الحبكة العامة، والتي تدور حول مايكل سكوت (كاريل)، المدير الإقليمي لمكتب فرع سكرانتون، في محاولة لإقناع صانعي الفيلم الوثائقي بأنه يترأس مكتبًا سعيدًا وجيد الإدارة. في غضون ذلك، يجد مندوب المبيعات جيم هالبرت (كراسينسكي) طرقًا لتقويض زميله المكعب، دوايت شروت (ويلسون)؛ تحاول موظفة الاستقبال بام بيزلي (فيشر) التعامل مع عدم حساسية مايكل وتقلباته؛ والموظف المؤقت ريان هوارد (نوفاك) يتصرف في الغالب كمراقب للجنون المحيط به.
تم بث الموسم الأول من المكتب كل ثلاثاء في الولايات المتحدة الساعة 9:30 مساءً ظهر الموسم لأول مرة بأعداد كبيرة، وحصل على مراجعات إيجابية إلى حد ما من النقاد بصرف النظر عن الطيار الذي تلقى آراء متباينة. بينما استمتع البعض بالطيار، رأى آخرون أنه مجرد نسخة من النسخة البريطانية الأصلية. أصدرت يونيفرسال ستوديوز هوم انترتينمنت الموسم الأول في قرص DVD واحد في 16 أغسطس 2005. احتوى قرص DVD على جميع الحلقات الست، إلى جانب تعليقات من المبدعين والكتاب والممثلين والمخرجين على معظم الحلقات، بالإضافة إلى المشاهد المحذوفة من جميع الحلقات.

## البث والاستقبال

### التقييمات

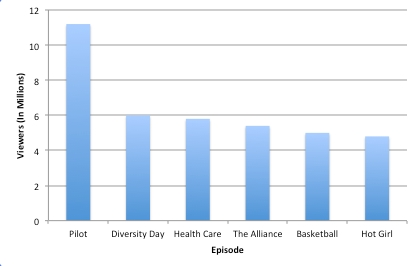
تقييمات الموسم الأول من المكتب

سجلت الحلقة الأولى من المكتب درجات جيدة في التقييمات، حيث حصلت على أكثر من أحد عشر مليون مشاهد، بالإضافة إلى احتلالها المرتبة الثالثة في توقيتها في ليلة بثها. لكن الحلقة بثت مساء الخميس، وبين التغيير من الحلقة الأولى والحلقة الثانية، انتقل المكتب إلى توقيته المعتاد في أمسيات الثلاثاء. انخفض المكتب في التصنيفات، بمتوسط أقل من 6.0 مليون مشاهد، أي ما يزيد قليلاً عن نصف ما كان عليه في الحلقة السابقة. تلقت الحلقة النهائية للموسم الأول "الفتاة الجذابة" واحدة من أقل التقييمات في تاريخ العرض، حيث حصلت على تصنيف 2.2 فقط مع 10 مشاركات. بعد الاستقبال الباهت للحلقة، توقع العديد من النقاد خطأً أن "الفتاة الجذابة" ستكون أيضًا بمثابة النهاية الفعلية للمسلسل. بلغ متوسط عدد المشاهدين للمكتب 5.4 مليون مشاهد طوال موسمه بأكمله، مما جعله يحتل المرتبة رقم 102 في الموسم التلفزيوني الأمريكي 2004-2005.